# Bulletin board system
BBS är en förkortning av engelska Bulletin Board System, och brukar ofta översättas som elektronisk anslagstavla. En BBS är en server med programvara som låter andra datoranvändare koppla upp sig mot servern och använda anslagstavlan på något sätt, till exempel genom att ladda upp och ned program, läsa nyheter samt skicka och ta emot meddelanden. Ett annat namn för en BBS är en bas eller, mera sällsynt, bräda.
Vanligtvis brukar BBSer innehålla en hierarki som ger användare olika rättigheter i systemet. Den användare med störst makt på en BBS benämns vanligen sysop (ibland skrivet SysOp), förkortning för system operator, eller systemoperatör på svenska. Detta är oftast samma person som äger systemet. Därutöver brukar det finnas en eller flera med titeln cosysop (CoSysop) som är systemoperatörens närmsta medarbetare.

## Historik
BBS hade sin storhetstid från början av 1980-talet till slutet av 1990-talet, och då var det nästan uteslutande via telefonnätet och modem som man kopplade upp sig. I äldre listor över BBS:er finner man närmare 1000 BBS:er i mitten av 1990-talet. Den första publika BBS:en i världen anses vara CBBS (computerised bulletin board system) som sattes upp i Chicago 1978. Sveriges första BBS var KOM-systemet hos statliga Stockholms datamaskincentral QZ där KOM inspirerades av amerikanska systemet Planet Forum. Den första ideella BBS:en som man kunde nå med modem i Sverige startades 1980 av KTH:s datorförening ABC-klubben.
Många BBSer var förr uppkopplade mot FidoNet – ett nätverk av BBSer som ringde upp varandra så att man från en BBS kunde skicka e-brev till alla andra anslutna BBSer över hela världen.
BBSerna var ganska långsamma på slutet av 70-talet, med hastigheter som 110 och 300 baud. I början av 80-talet infördes 1200 baud-modem, vilket medförde en väsentlig ökning av popularitet av BBSer. Efterfrågan av mer komplexa skärmkodningar som ISO/IEC 8859-1 samt större filöverföringar bidrog till efterfrågan på ännu snabbare modem.
I slutet av 1990-talet stiftades i Sverige den så kallade BBS-lagen, en lag som reglerade ansvaret för vad som publicerades på BBS:er. Lagen kom till efter att framtidsforskaren Eskil Block antytt på BBS:en KOM-systemet att dokumentärfilmaren Maj Wechselmann var KGB-agent. Denna lag var så formulerad att den även fungerar för andra medier, till exempel webben. Enligt flera domar och åklagare är BBS-lagen tillämplig på kommentarfält på bloggar.

## BBS:er idag
Ännu i slutet av 2010-talet existerar BBS:er, även om antalet är väsentligt färre än under glansperioden i mitten av 1990-talet. Tack vare det textbaserade protokollet telnet och genom att använda ett terminalemuleringsprogram kan användare ansluta till BBS:er, på motsvarande sätt som tidigare. BBS:er drivs av entusiaster av nostalgiska skäl, eller som ett libertariansk alternativ till Internet och för att bevara historien. På taiwanesiska PTT Bulletin Board System postas dagligen hundratusentals inlägg och det görs dagligen en halv miljon inlägg på 20 000 anslagstavlor med 1,5 miljoner användare. Numera använder många BBS:er ssh som alternativ till telnet,
Den äldsta publika svenska BBS:en som fortfarande körs är förmodligen -=P=I=X=- som varit igång utan avbrott sedan 1989. Om man likställer KOM-system med BBS-er så är det antagligen istället LysKOM som är äldst. (Första mötet i den aktiva databasen hos Lysator skapades 1990-07-25 13:03; sedan dess har cirka 18 800 000 texter skrivits där till och med hösten 2010). LysKOM är en direkt fortsättning på KOM. När datorerna och dess operativsystem (Tops-10, TOPS-20) som KOM kördes på QZ lades ner flyttade användarna över till LysKOM.[källa behövs]

Medlemmar från Facebook-gruppen Retrodatorer är aktiva med att sätta upp BBSer på originalhårdvara exempelvis Commodore 64, Atari, Amiga, PC DOS mfl. Några av de BBSer är exempelvis FRoZEN FLoPPY BBS som körs på en Commodore 64, SLiME CiTY BBS som kör mjukvaran Mystic även bANANA bENDER BBS som kör mjukvaran x84.